# Joker
El Joker, que respon al nom original en anglès, anomenat també "El Burleta", és un superdolent de DC Comics i és l'enemic de Batman.
És un dels personatges malignes més influents en la història del còmic, i un dels més reconeguts. Una amenaça per herois i personatges malèvols, Joker és un dels antagonistes més sinistres i perillosos de l'univers DC.
La seva primera aparició es va produir al còmic Batman nº1, publicat el 24 d'abril de 1940, amb data de portada primavera de 1940. La seva creació és objecte de debat. Per alguns la idea va ser concebuda per l'assistent d'art Jerry Robinson i redissenyat pels creadors de Batman, Bill Finger i Bob Kane, fet que Kane va negar fins a la seva mort el 1998.
El personatge és el responsable de moltes desgràcies de la vida de Batman, com la mort de Jason Todd, el segon Robin, la paràlisi de Bàrbara Gordon, més coneguda com a Batgirl, i la mort de Sarah Essen-Gordon. És un geni criminal amb l'aparença d'un pallasso. Ha estat retratat com un lladre amb trucs, sent graciós i estúpid a la vegada. Els còmics el mostren com un psicòpata que només vol aconseguir els seus objectius per sentir-se millor amb ell mateix.
La seva imatge és la d'un criminal brillant, psicòpata amb tendències al sadisme i un estrany sentit de l'humor que turmenta a gent innocent. És la representació del caos i el crim en contraposició de l'ordre i la justícia que encarna el personatge de Batman.

## Biografia de ficció
El Joker no neix. Es fa. Tot comença quan una banda de delinqüents vol robar a la planta química ACE. En el transcurs de l'atracament l'anomenat Caputxa Vermella, un antic enginyer de la planta química, s'enfronta a Batman i cau per accident dins una cisterna amb substàncies químiques. Quan va surt de dins la cisterna té el cabell de color verd maragda, la cara blanca i els llavis d'un color vermell intens, que dibuixen un permanent i malèvol somriure. En aquell moment es va transformar en el Joker.
El Joker està convençut que Batman és el culpable que ell caigués a la cisterna i la seva posterior transformació. des d'aquest moment el Joker, es torna el més acèrrim enemic de Batman, i els seus destins transcorren paral·lels. després de la seva transformació el tarannà criminal del Joker creix molt ràpidament. A aquest fet, hi contribueixen la varietat d'armes vinculades al seu antic ofici de químic; els ruixadors d'àcid, el verí de Joker, en les seves diferents variants, els pastissos de cianur i els timbres elèctrics mortals, són algunes d'aquestes armes.
L'obsessió del Joker per Batman creix en la mateixa proporció en què Batman s'obsessiona amb El Joker. Batman ha tingut en alguna ocasió la temptació de lliurar definitivament a la ciutat de Gotham, d'un criminal com el Joker, però això seria una contradicció per Batman, ja que si l'arribes a matar, seria un assassí com el seu enemic i no seria millor que ell, amb això el Joker, hauria aconseguit una victòria sobre Batman. Així doncs, mentre Batman prova de neutralitzar el seu enemic, per evitar els seus crims, aquest aconsegueix que en la lluita en surtin malparats ciutadans innocents.
Arkham

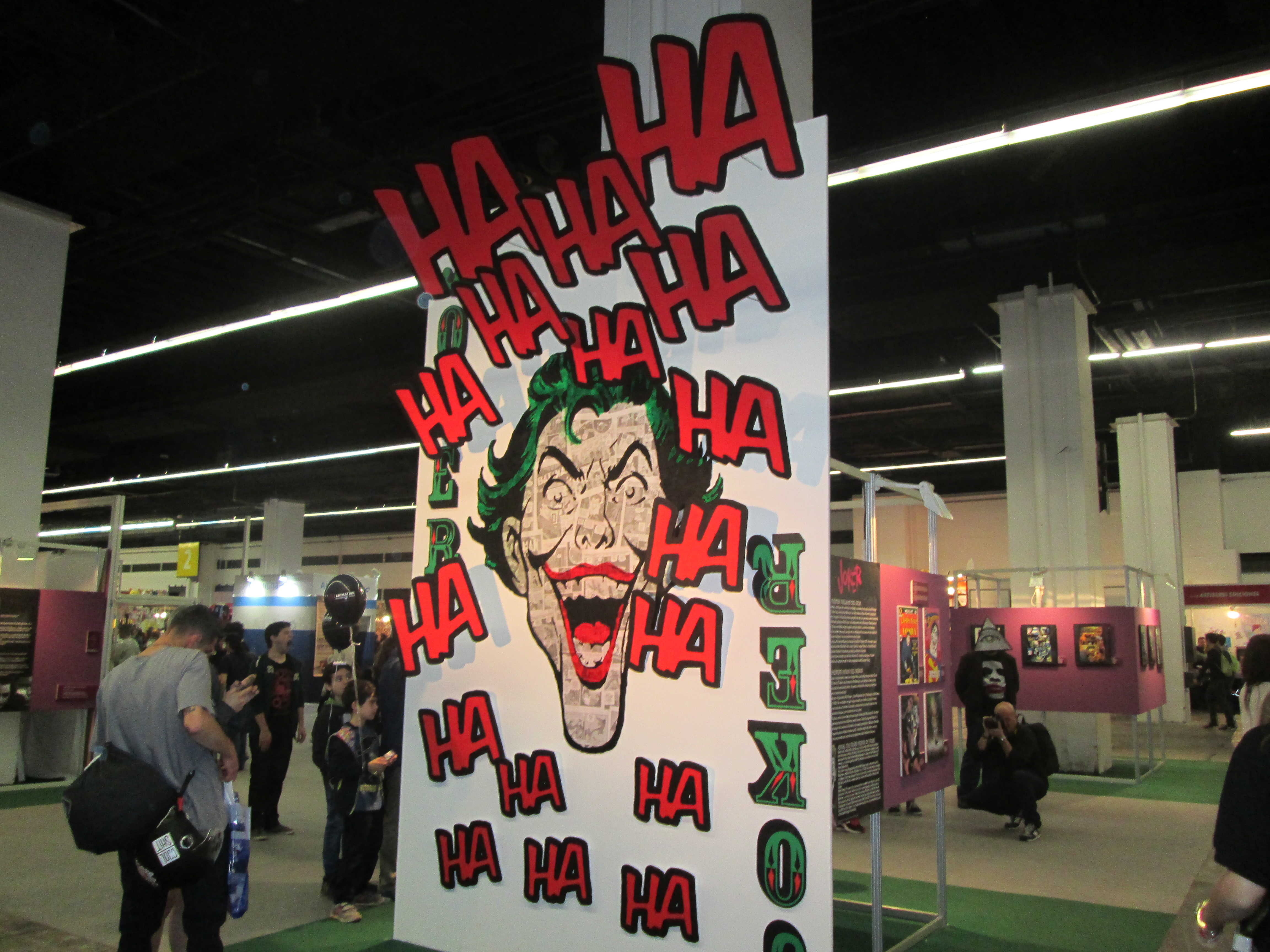
Joker: 75 anys del príncep pallasso del crim. Exposició monogràfica dedicada a Jocker al Saló Internacional del Còmic de Barcelona

Les vegades que Batman, ha pogut aturar al Joker i entregar-lo a la justícia, aquest ha estat considerat un malalt mental i l'han internat a l'asil Arkham de Gotham, per criminals pertorbats. D'aquest asil, Joker ja és un habitual. El Joker, és un manipulador que sempre aconsegueix enganyar els psiquiatres i els zeladors de la institució -els administradors també són víctimes de les seves manipulacions- per aconseguir els seus anàrquics fins. De fet Arkham, ja sembla una mena de refugi, on el Joker es pot relaxar i així preparar noves accions criminals.
Crims
En una ocasió, en què el joquer estava ingressat en un centre d'alta seguretat conegut com el Centre Penitenciari de la Losa, li varen detectar un tumor cerebral. Un metge de la Losa li va voler gastar una broma pesada i va manipular l'escàner, perquè semblés que al malalt li quedaven pocs mesos de vida. La reacció del Joker va ser infectar els altres malalts del centre,amb el verí del Joker, es va escapar i va intentar Jokeritzar el món sencer.

## Publicacions
Els drets de publicació del personatge del Joker, els té l'editorial estatunidenca, DC Comics.
Històries Clàssiques
Batman la Broma Asesina: El títol original amb angles és The Killig Joke, publicada per primera vegada el 1988. Els creadors d'aquesta Historia són, al guió, Alan Moore, autor també de V for Vendetta, entre altres històries, i el Dibuixant Brian Bolland,també dibuixant de Judge Dredd. Aquests dos autors, foren els creadors d'aquesta història ja clàssica de Batman i el Joker, aquest últim també anomenat, El Pallasso Príncep del Crim. Aquest còmic en explica com el Joker, s'escapa de l'asil d'Arkan, i el seu primer acte de venjança és disparar-li un tret a la columna vertebral de Barbara Gordon, (Filla del comissari de policia James Gordon) les ferides de la columna, li provoquen un paràlisi permanent que l'obliga a anar amb cadira de rodes. No content amb això, segresta al comissari Gordon, i el porta a un parc d'atraccions abandonat, on el sotmet a humiliacions, vexacions i prova de fer-lo embogir. El Joker no solament no se n'amaga sinó que repta Batman que provi d'aturar-lo, cosa que aconsegueix, però no abans que el Joker hagi consumat la seva broma cruel.